# Didești
Didești – wieś w Rumunii, w okręgu Teleorman, w gminie Didești. W 2011 roku liczyła 531 mieszkańców.